# Niklas Landin Jacobsen
Niklas Landin Jacobsen (ur. 19 grudnia 1988 r. w Søborgu) – duński piłkarz ręczny, reprezentant kraju, grający na pozycji bramkarza. Od 2015 roku jest zawodnikiem THW Kiel. Mistrz olimpijski 2016 i trzykrotny Mistrz Świata z 2019, 2021 i 2023 roku.
Uczestnik trzech igrzysk olimpijskich: (Londyn 2012, Rio de Janeiro 2016, Tokio 2020), na których zdobył dwa medale – złoty i srebrny.
W plebiscycie Międzynarodowej Federacji Piłki Ręcznej (IHF) został wybrany najlepszym piłkarzem ręcznym Świata w roku 2019.

## Kariera klubowa
W 2006 roku Niklas Landin podpisał kontrakt z GOG Svendborg TGI. Pozostał w klubie do początku 2010 roku, kiedy to klub znalazł się w trudnej sytuacji finansowej, a zawodnicy mogli negocjować z innymi klubami. Na początku 2010 podpisał kontrakt z Bjerringbro-Silkeborg, w którym występował do 2012. Będąc już rozpoznawalnym zawodnikiem latem 2012 roku przeszedł do niemieckiego Rhein-Neckar Löwen z którym związał się do lata 2015 roku. W dniu 7 sierpnia 2014 roku THW Kiel ogłosiło, że Niklas Landin dołączy do klubu na podstawie trzyletniego kontraktu, począwszy od sezonu 2015.

## Kariera reprezentacyjna

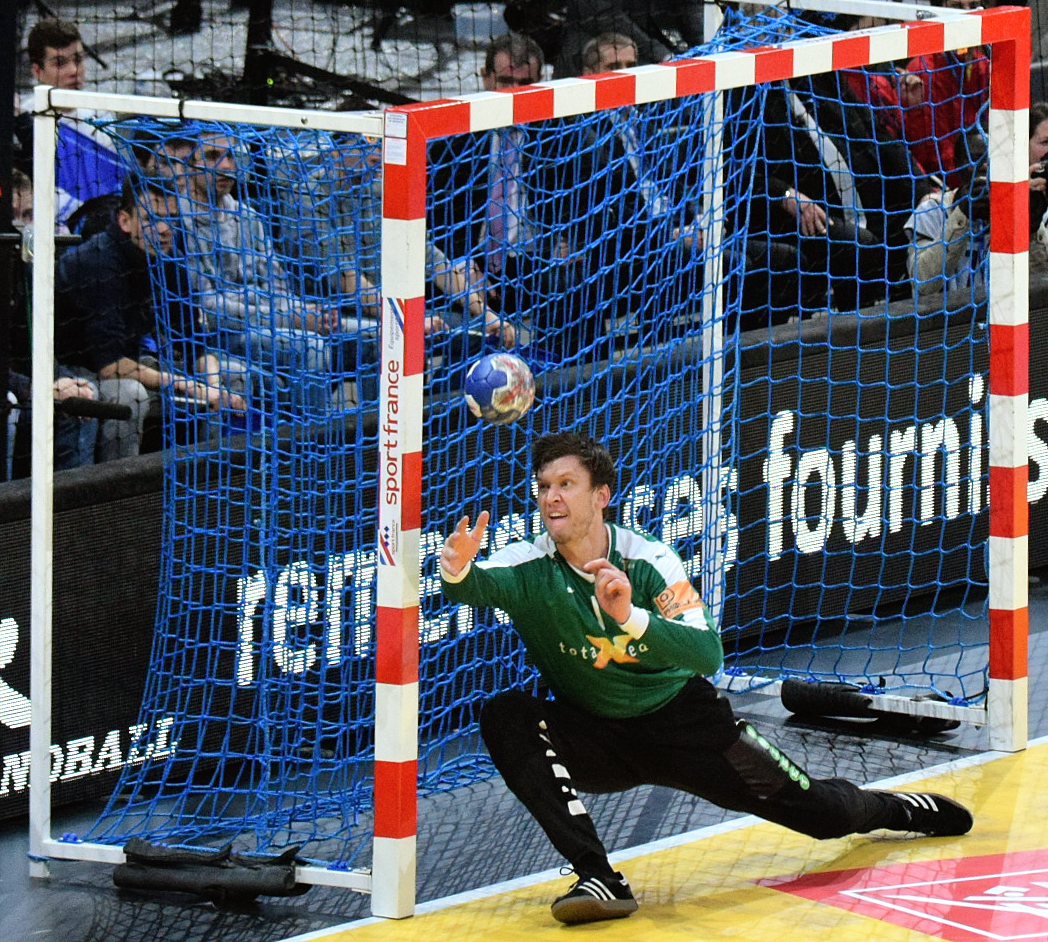
Niklas Landin Jacobsen podczas meczu reprezentacji Danii (2016)

28 listopada 2008 zadebiutował w reprezentacji Danii. Pierwszym poważnym turniejem w jego karierze był udział w mistrzostwach Świata w 2009 w Chorwacji. W mistrzostwach Świata w 2011 zdobył srebrny medal. W 2012 Landin został mistrzem Europy. W tym samym roku wziął udział w igrzyskach olimpijskich w Londynie, w których doszedł do ćwierćfinału. Na mundialu 2013 Duńczycy ponownie zdobyli srebro. Na mistrzostwach Europy 2014 został wicemistrzem i najlepszym bramkarzem całego turnieju. W Rio de Janeiro 2016 Duńczycy zostali mistrzami olimpijskimi, a Niklas został ponownie trafił do drużyny gwiazd. W mistrzostwach Świata w 2019 Duńczycy zdobyli historyczny złoty medal, a także Niklas ponownie został wybrany do drużyny gwiazd turnieju. 31 stycznia 2021 ponownie został Mistrzem Świata.

## Życie prywatne
Jest starszym bratem Magnusa Landina Jacobsena, który jest również piłkarzem ręcznym.
24 czerwca 2017 poślubił swoją wieloletnią partnerkę Liv, z którą ma syna Pelle (ur. luty 2015) i córkę Silje (ur. luty 2018).

## Sukcesy

### Reprezentacyjne
Igrzyska olimpijskie:
- Rio de Janeiro 2016
- Tokio 2020

Mistrzostwa świata:
- Niemcy/Dania 2019, Egipt 2021, Polska/Szwecja 2023
- Szwecja 2011, Hiszpania 2013

Mistrzostwa Europy:
- Serbia 2012
- Dania 2014
- Słowacja/Węgry 2022

Mistrzostwa świata U-21:
- Egipt 2009
- Macedonia 2007

Mistrzostwa świata U-19:
- Bahrajn 2007

### Klubowe
Liga Mistrzów:
- 2019/2020
- 2021/2022

Puchar EHF:
- 2012/2013, 2018/2019

Puchar IHF:
- 2019

Mistrzostwa Danii:
- 2006/2007
- 2007/2008, 2010/2011, 2011/2012

Puchar Danii:
- 2006/2007, 2007/2008

Mistrzostwa Niemiec:
- 2019/2020, 2020/2021
- 2013/2014, 2014/2015, 2018/2019
- 2012/2013, 2015/2016, 2016/2017

Puchar Niemiec:
- 2017, 2019

Superpuchar Niemiec:
- 2020, 2021

## Nagrody indywidualne
- Najlepszy bramkarz Mistrzostw Świata U-19 2007
- Najlepszy bramkarz Mistrzostw Świata 2013
- Najlepszy bramkarz Mistrzostw Europy 2014
- Najlepszy bramkarz Igrzysk Olimpijskich 2016
- Najlepszy bramkarz Mistrzostw Świata 2019